# Lamyae Aharouay
Lamyae Aharouay (Amsterdam, 1990) is een Nederlands journalist, presentator en columnist. Ze was sidekick en redacteur voor BNR Nieuwsradio, presentatrice van de wekelijkse podcast Haagse Zaken en columniste van NRC. Ook schrijft ze voor andere media. Ze is af en toe te gast in televisieprogramma's, waaronder Buitenhof, De Slimste Mens, De Wereld Draait Door en Politieke Junkies.

## Biografie
Lamyae Aharouay is een dochter van Marokkaanse ouders. Toen haar vader werkloos werd, begon haar moeder een studie en ging ze aan het werk als pedagogisch medewerkster. Die carrièrestap is een voorbeeld voor haar geweest. Net als haar vier zussen is ze hoogopgeleid. Ze studeerde communicatiemanagement aan de Hogeschool van Amsterdam. Een studie politicologie aan de Universiteit van Amsterdam brak ze later af omdat die te veel werd naast haar werk. Haar hoofddoek draagt ze mede als "meest extreme vorm van feminisme."
Vanaf juli 2011 deed ze drie maanden lang een extra-curriculaire stage bij BNR Nieuwsradio. Terwijl ze die deed om te ontdekken hoe een nieuwsredactie werkt, werd dit het begin van een jarenlange samenwerking. Van 2012 tot mei 2017 was ze er redacteur en om de week tot begin februari 2018 sidekick bij de presentatoren Tom van 't Hek, Meindert Schut en Bas van Werven. Ze is vooral geïnteresseerd in politiek maar houdt zich ook bezig met andere onderwerpen.
Sinds maart 2015 schreef columns en presenteerde ze podcasts voor NRC. Sinds februari 2016 was ze vaste columniste van NRC op de donderdag. Voor NRC heeft ze ook opinie-artikelen geschreven over #1in5muslims en Masters of None. Ze leverde ook columns voor andere media, zoals Trouw en de Volkskrant. Vanuit haar eigen bureau voor communicatie en journalistiek trad ze naar voren als presentator, interviewer, dagvoorzitter en debatleider. Verder is ze geregeld te zien als gast in televisieprogramma's, zoals in 2016 enkele afleveringen van De Slimste Mens en in april, oktober en december 2017 in de De Wereld Draait Door. Na haar kritische column in Trouw in 2015 over Max van Weezel, antwoordde die met een open brief aan haar in Vrij Nederland.
In juli 2018 schreef ze haar laatste column voor NRC, waarin ze aangaf moe te worden van opinies, inclusief haar eigen. Sinds september 2018 is ze politiek verslaggever bij NRC.

## Prijzen
- In 2019 won ze de Dutch Podcast Award voor 'Beste Host'.[14]

- In 2024 was ze laureaat van de Anne Vondelingprijs